# Orly
Orly este un oraș în Franța, în departamentul Val-de-Marne, în regiunea Île-de-France. Orașul este cunoscut datorită aeroportului situat în vecinătatea acestuia, cel de-al doilea aeroport al Parisului.
1. ↑  French National Directory of Representatives, accesat în 15 martie 2019
2. ↑  répertoire géographique des communes, accesat în 26 octombrie 2015
3. ↑  dataset of postal codes in France, 1 octombrie 2018